# Pla dels Valls
El Pla dels Valls és una plana entre els termes municipals d'Arbeca i els Omellons (Garrigues).